# ニコル・ロウ
- ニコル・ロウ
- ニコール・ロウ[1][2]

ニコル・スー・ロウ（Nicole Sue Row、1991年6月30日 - ）は、アメリカ合衆国のベーシスト。2018年3月から2023年3月にかけてパニック!アット・ザ・ディスコのツアー・メンバーとして活動。2023年3月からインキュバスのツアー・メンバーとなり、翌年に正式なメンバーとなった。このほかにも多数のアーティストのサポートやソロ作品の発表なども行なっている。

## 経歴

### 生い立ち 〜 初期の活動
ニコル・ロウは、カリフォルニア州フレズノで生まれた。幼少期は楽器のない環境で過ごしており、歌を通じて初めて音楽に触れることとなった。13歳の頃、カリフォルニア州立大学フレズノ校の屋内アリーナでデフトーンズの演奏を聞く。ロウにとってこれが初めて目にしたコンサートとなった。その後、スカ・パンク・バンドのサブライムに夢中になり、同バンドのベーシストのエリック・ウィルソンのファンとなった。17歳になってからベースを演奏を始めた。18歳の時にロサンゼルスに引っ越し、ミュージシャンズ・インスティチュートに進学。
トロイ・シヴァン、デイヤ、ファット・ジョー、レミー・マー、タイ・ダラー・サイン、デュア・リパと活動をともにする。2017年6月9日に発売されたマイリー・サイラスの楽曲「インスパイアード」にベースの演奏で参加し、同年はサイラスのツアー・メンバーも務めた。

### パニック!アット・ザ・ディスコ（2018年 - 2023年）

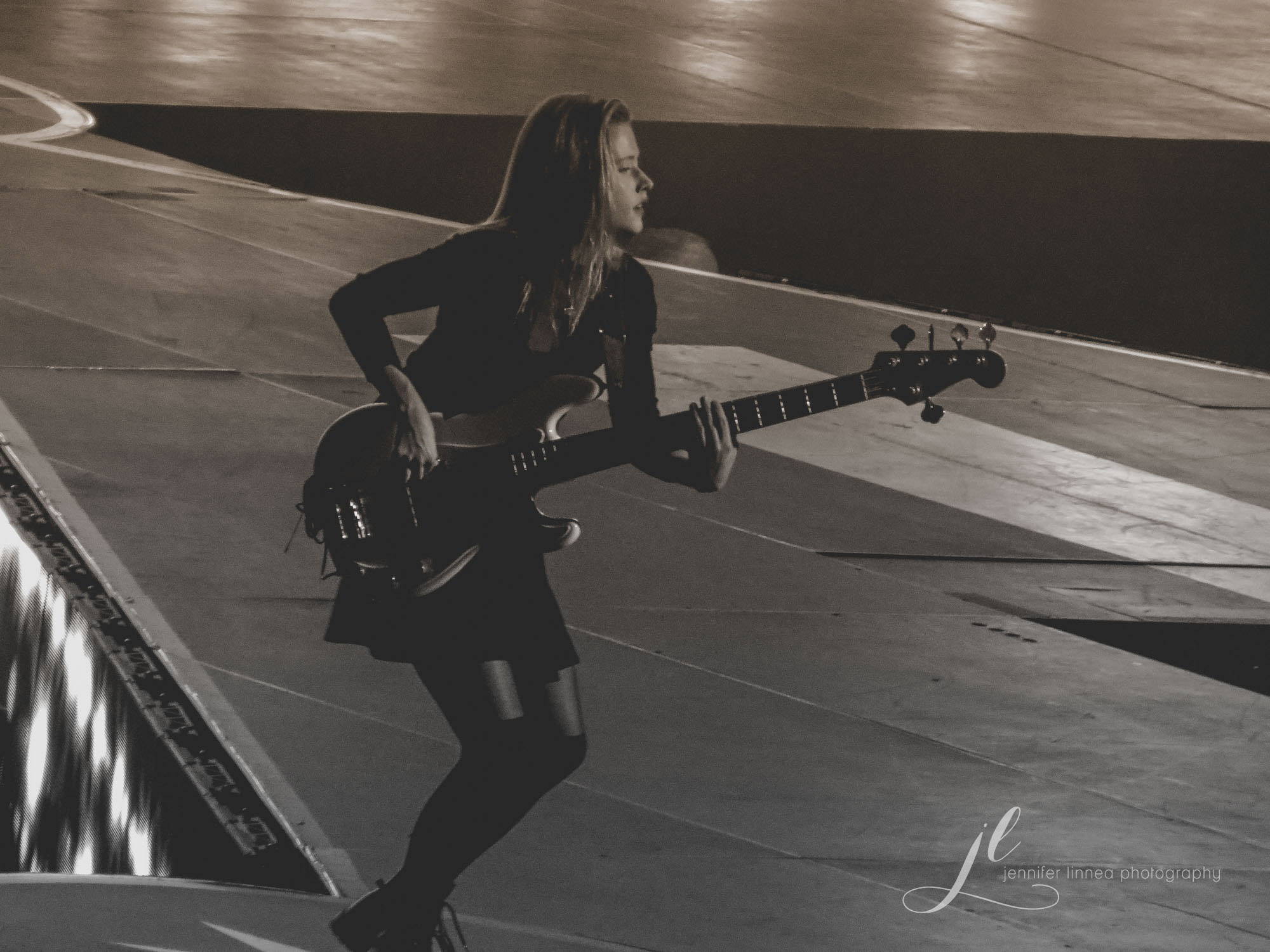
『Pray for the Wicked Tour』のペプシ・センター公演で5弦ベースを演奏するロウ（2018年）

ロウは、2017年12月でパニック!アット・ザ・ディスコを離れたツアー・メンバー（ベーシスト）のダロン・ウィークスの後任として2018年3月19日のクリーブランド公演に参加。パニック!アット・ザ・ディスコのマネージャーからバンドへの参加について尋ねられたロウは、バンドが14年間に発表した楽曲をわずか2週間で覚えた。
2023年1月24日、フロントマンのブレンドン・ユーリーが3月にパニック!アット・ザ・ディスコが解散することを発表。ロウは3月10日にAOアリーナで開催された最終公演まで参加した。
パニック!アット・ザ・ディスコのツアー・メンバーとしての活動と並行して、2020年12月19日にソロ名義でのシングル『Headspace』を発売した。このほかにも多数のアーティストと共演しており、2020年5月15日に発売されたコミュニティ・アーツ・プロジェクト・LAの楽曲「Personal」に参加し、2022年7月にスケアリー・ポケッツやジュード・スミスとともにYouTube上でシカゴの「サタデイ・イン・ザ・パーク」のカバー演奏を行なった。

### インキュバス（2023年 - ）

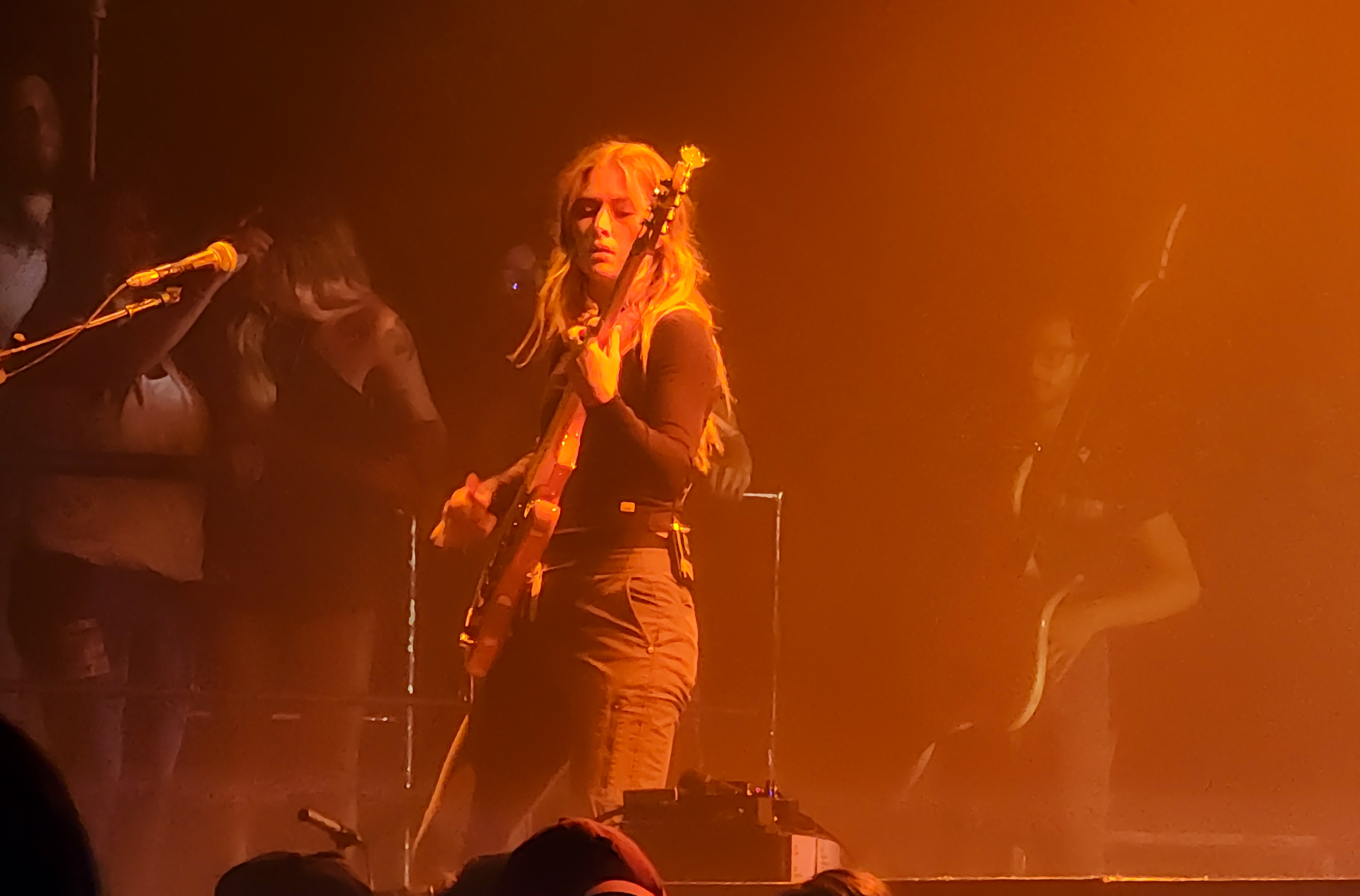
シーザーズ・ウィンザーでの公演にて（2023年）

2023年4月28日、脳腫瘍の手術後の療養により活動を休止するベーシストのベン・ケニーの一時的な代役としてインキュバスに加入することを発表。同年5月11日から10月6日にかけて北アメリカとヨーロッパでツアーを開催。インキュバスのリード・ボーカルであるブランドン・ボイドは、ロウについて「バンドにまったく新しい世界をもたらしてくれて、素晴らしかった」と述べている。ツアー・メンバーとして在籍する一方で、同年に行なわれた『モーニング・ヴュー』（2001年）の再録音作業に参加。再録音したアルバムは2024年5月10日に『モーニング・ヴューXXIII』として発売された。
2024年2月6日、ケニーの脱退に伴いロウが正式メンバーとして加入することが発表される。

## 人物

### 使用楽器や機材
初めて手にしたベースはグレッチのJunior Jet。ベースの演奏は主に指弾き。フェンダーとエンドースメント契約を結んでおり、プロとして初めて手にしたベースはマーカス・ミラーモデルのフェンダー・ジャズベース。エレクトリックベースの他にもアップライトベースやシンセベースの演奏もできる。
活動初期にForm Factor Audioとエンドースメント契約を結び、後にEICH Amplificationに変えた。
パニック!アット・ザ・ディスコのツアー・メンバーとして活動していた時期に、EBS Professional Bass Equipmentのペダル部門の後援を受けており、使用機材にはEBS オクタベースなどが含まれている。
使用されているベースにはフェンダー・カスタム・ショップの30インチショートスケールのジャズベース（5弦）、KALAのUBASS-5MAPL-FS、F BassのBNシリーズがある。

### 私生活
ロサンセルズを拠点とし、スカウト（Scout）と名付けたイヌと生活している。
兄がいたが、2010年にヘロインの過剰摂取により死去。2020年より兄が所有していたドラムキーをネックレスにして着用している。

## 作品

### ソロ
シングル
- Headspace（2020年）

### インキュバス
- 『モーニング・ヴューXXIII』 – Morning View XXIII（2024年）
  - ベースを担当

### 参加作品
- マイリー・サイラス「インスパイアード」（2017年）
  - ベースを担当[12]
- コミュニティ・アーツ・プロジェクト・LA「Personal」（2020年）
  - 作詞作曲、ベースを担当[19]
- スケアリー・ポケッツ『Technicolor Magic』（2021年）
  - 「Seven Nation Army」と「Grenade」のベースを担当[30]。